# Terror Tract
Terror Tract (en España: Dream Valley: Área maldita) es una película de terror estadounidense de 2000, dirigida por Lance W. Dreesen y Clint Hutchison y protagonizada por John Ritter.

## Sinopsis
Película compuesta de tres historias que unen humor negro y escalofríos. Bob Carter, agente inmobiliario, hace visitar tres de sus casas que quedan en el mercado a una pareja de recién casados en busca de la casa de sus sueños. Las visitas van de maravilla, la pareja parece conquistada hasta que Bob les revela el triste final de los antiguos propietarios: todas las casas tienen un pasado sangriento ... Los propietarios son o bien muertos o dementes: una mujer ha matado por accidente a su amante y se ha suicidado, un hombre ha llevado una guerra contra un pequeño mono abandonado que su hija ha recogido, un joven captaba por telepatía los homicidios de un asesino en serie. La pareja rechaza la casa cada vez.

## Reparto

### Hazme una oferta
- John Ritter: Bob Carter
- David DeLuise: Allan Doyle
- Allison Smith: Mary Ann Doyle

### Malson
- Rachel York: Sarah Freemont
- Carmine Giovinazzo: Frank Sarno
- Fredric Lehne: Louis Freemont
- Wade Williams: Clay Hendricks

### Bobo
- Bryan Cranston: Ron Gatley
- Katelin Petersen: Jennifer Gatley
- Jodi Harris: Carol Gatley

### La residencia de los Goodwin
- Brenda Strong: el doctor Helen Corey
- Will Estes: Sean Estes
- Shonda Farr: Jasmine